# Neuilly-le-Brignon
 Neuilly-le-Brignon  es una población y comuna francesa, en la región de  Centro, departamento de Indre y Loira, en el distrito de Loches y cantón de Descartes. Está integrada en la Communauté de communes de la Touraine du Sud.

## Demografía
| 702 | 640 | 713 | 631 | 602 | 771 | 776 | 746 | 767 | 753 | 765 | 702 | 679 | 689 | 708 | 690 | 657 | 628 | 651 | 652 | 591 | 566 | 554 | 570 | 563 | 555 | 535 | 476 | 381 | 325 | 315 | 307 |
| Para los censos de 1962 a 1999 la población legal corresponde a la población sin duplicidades (Fuente: INSEE [Consultar]) |     |     |     |     |     |     |     |     |     |     |     |     |     |     |     |     |     |     |     |     |     |     |     |     |     |     |     |     |     |     |     |